# Punsch

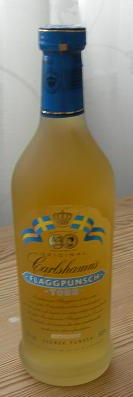
Botella punsch sueco.

El punsch es un licor dulce basado en arak.
El punsch es un licor sueco tradicional con orígenes en la India. Su nombre puede provenir de la palabra pantch o pantj en idioma hindú, que quiere decir cinco, y se refiere a los cinco ingredientes que originalmente tenía el licor: arak, azúcar, jugo de limón, agua y té.
Su origen en Suecia se remonta al siglo XVIII, alrededor de 1730, cuando se comenzó a importar arac desde la isla de Java, iniciándose su consumo en los restaurantes mezclado con los otros ingredientes ya nombrados, los que el cliente podía elegir.
El punsch se sirve caliente (40 °C) junto con un plato también tradicional, la sopa de guisantes sueca (ärtsoppa). También se bebe muy frío después de las comidas o acompañando un café.
Se sirve en una pequeña taza de vidrio con asa. Su contenido alcohólico es de 26 % y contiene un 30% de azúcar.
Puede tener el mismo origen que el llamado ponche (punch) en Gran Bretaña.